# Brestowo (obwód Błagojewgrad)
Brestowo (bułg. Брестово) – wieś w południowo-zachodniej Bułgarii, w obwodzie Błagojewgrad, w gminie Simitli. Według danych Narodowego Instytutu Statystycznego, 31 grudnia 2011 roku wieś liczyła 24 mieszkańców.

## Środowisko naturalne
Nad wioską znajdują się formacje skalne Komatinskite skali.